# 野田敏秀
野田 敏秀（のだ としひで）は、日本の造園家、樹木医。

## 来歴
福井県立短期大学・福井県立大学生物資源学部で助教授を務める。
その後、（株）サンワコン顧問や、福井県都市緑化研究会会長を務めた。
2001年に、第23回日本公園緑地協会北村賞を受賞した。